# Euphronarcha epiphloea
Euphronarcha epiphloea är en fjärilsart som beskrevs av Turner 1925. Euphronarcha epiphloea ingår i släktet Euphronarcha och familjen mätare. Inga underarter finns listade i Catalogue of Life.